# Mikulsko

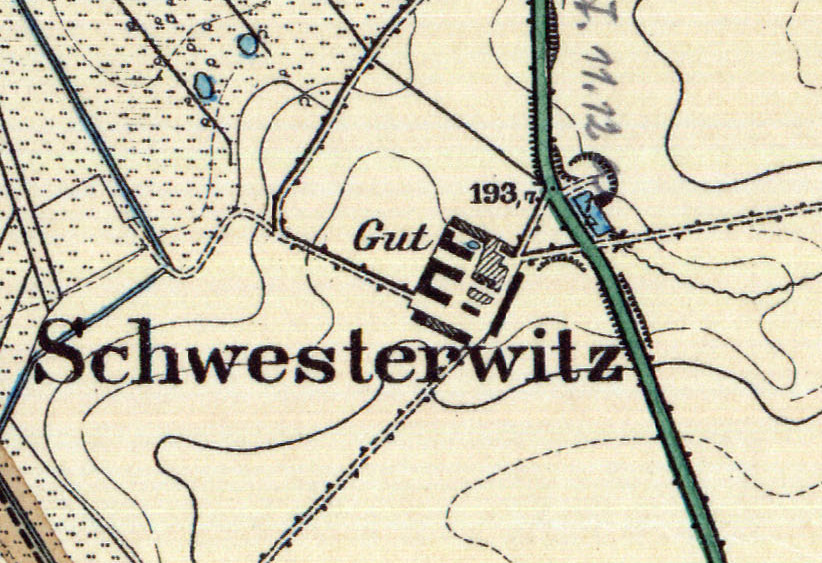
Mikulsko na mapie z 1913

Mikulsko – przysiółek wsi Zwiastowice w Polsce, położony w województwie opolskim, w powiecie prudnickim, w gminie Głogówek. Historycznie leży na Górnym Śląsku, na ziemi prudnickiej.
W latach 1975–1998 przysiółek administracyjnie należał do ówczesnego województwa opolskiego.
Przysiółek znajduje się przy drodze do Trawników, obejmuje zabudowania dawnego folwarku.
W 1921 w zasięgu plebiscytu na Górnym Śląsku znalazła się tylko część powiatu prudnickiego. Mikulsko znalazło się po stronie wschodniej, w obszarze objętym plebiscytem. W spisie gromad i miejscowości w powiecie prudnickim na dzień 1 stycznia 1953 wymieniono Mikulsko jako przysiółek Zwiastowic pod nazwą Mikulski. W 1966 w nienazwanym przysiółku Zwiastowic mieszkało 49 osób. W opracowanej w 1971 przez Powiatowy Inspektorat Statystyczny w Prudniku Statystycznej charakterystyce miejscowości w gromadach powiatu prudnickiego, miejscowość została wymieniona pod nazwą Mikulski. 9 marca 1983 ustanowiono przysiółek wsi Zwiastowice o nazwie Mikulsko.

## Zabytki
Zgodnie z gminną ewidencją zabytków w Mikulsku chroniony jest:
- folwark, nr 49; 50; 51